# Фестиваль уснувших деревень
Фестиваль уснувших деревень проводится в Кондопожском муниципальном районе с 2017 года. Организация фестивалей способствует сохранению и возрождению памяти о старинных поселениях Карелии, культурно-исторических традициях Кондопожского края. Праздник настоящего времени, но устремлённый в прошлое, к истокам появления села, деревни и, одновременно, в будущее, чтобы передать эту память потомкам.
Первый Фестиваль уснувших деревень состоялся в природном «Гирвас-Парке» 20 августа 2017 года под названием «Возле древних Гирвасских вулканов» и был посвящён старинным карельским деревням Койкары, Линдозеро и Уссуна. В его рамках состоялась презентация брошюры «Легенды Сунских деревень» с историями из жизни их населения. При этом использовался материал, собранный местными жителями.
Второй Фестиваль уснувших деревень «Белая Гора» состоялся 18 августа 2018 года. В центре фестиваля — история двух старинных карельских деревень: Белой Горы и Тивдии, связанных с добычей знаменитого карельского мрамора. Сценарий фестиваля объединил несколько фундаментальных исторически событий этих мест: начало использования мраморных ломок Екатериной II для нужд Санкт- Петребурга, 210-летие Тивдийского мраморного завода; 100-летие Тивдийской сельской библиотеки, а также историю русской деревни Белая Гора с сохранившейся уникальной (единственной каменной в Карелии) Церковью, построенной по проекту знаменитого архитектора К. А. Тона (1856) (Церковь Казанской иконы Божией Матери (Белая Гора). Программа фестиваля позволила участникам услышать звоны «уснувших» деревень возле знаменитой Казанской церкви, встретиться с героями эпохи Екатерины Великой, совершить экскурсии к мраморной горе, поучаствовать в конкурсах, мастер-классах, выставках, игрищах, народных гуляньях. Фестиваль способствовал открытию нового туристического маршрута "Парк «Белая гора. Тивдийский мрамор». По итогам фестиваля создан видеофильм об истории деревень и судьбах жителей Тивдии и Белой Горы..
III фестиваль Уснувших деревень «Кончезерская слобода» состоялся 17 августа 2019 года. В этот раз он был сосредоточен на истории села Кончезеро, первое упоминание о котором датируется 1563 годом. Основной площадкой стала слобода чугунолитейного завода, основанного в 1707 году — при Петре I, и являющаяся объектом исторического наследия Карелии. В фестивале приняли участие 68 мастеров народных промыслов и 20 народных коллективов, а посетили более 2 000 человек
IV Фестиваль уснувших деревень «Спасская Губа» состоялся 14 августа 2022 года на территории исконного проживания карелов-людиков в старинном селе Спасская Губа. Центральная тема фестиваля — история Петровского сельского поселения, культурно-бытовые, духовные и ремесленные традиции деревень и селений бывшей Мунозерской волости, упоминания о которых обнаружены в Писцовых книгах Обонежской Пятины XV—XVI вв. Одним из главных событий стало открытие сельского Центра Родословий с материалами родословий Мунозерского края, созданного потомками старинного рода Гуккиных, партнеров IV Фестиваля уснувших деревень. На главной фестивальной поляне п-ова Декнаволок с видом на старинные деревни Тереки и Курий Ручей открылись выставки «Факты из истории Мунозерского края: Деревни XIX века. Жители и дворы Спасской Губы в 1902 году», «Из прошлого в настоящее» с предметами быта и народных промыслов. Над озерной гладью Мунозера зазвенела веселая ярмарка, напомнив про бытовавшие здесь ранее ремесла звоном кузнечного молотка, постукиванием ткацкого станка, шуршанием бересты и гончарного круга; зазвучала музыка из далекого средневековья, а также недавнего песенного и фольклорного наследия края. Состоялись народные гуляния с хороводами, плясками, играми, забавами, яствами национальной карельской кухни. Постановка «Карельской свадьбы» в исполнении Петровского народного хора на карельском языке стала центральным эпизодом театрализованной концертной программы фестиваля. Композиция основана на песенном наследии композитора Ивана Левкина, уроженца деревни Тереки и народной сказительницы Анастасии Никифоровой из людиковской деревни Вохтозеро. Фестиваль привлек более 1500 участников, 18 творческих коллективов, 13 общественных объединений; состоялись литературный, а также фото-и видеоконкурс.
Организация V Фестиваля уснувших деревень запланирована на 2025 год. Автор проекта Ольга Мешкова, г. Кондопога